# Manuel Velázquez
Manuel Velázquez Villaverde (Madrid, 1943. január 24. – Fuengirola, 2016. január 15.) válogatott spanyol labdarúgó, középpályás.

## Pályafutása

### Klubcsapatban
1958-ban a Plus Ultra korosztályos csapatában kezdte a labdarúgást. 1962-ben szerződött a Rayo Vallecano első csapatához, ahonnan a szezon végén a CD Málaga együtteséhez igazolt. Itt két idényen át játszott és 46 bajnoki mérkőzésen 14 gólt szerzett. 1965 és 1977 között a Real Madrid játékosa volt. Hat bajnoki címet, három spanyol kupa-győzelmet és egy BEK-győzelmet ért el a csapattal. 301 élvonalbeli mérkőzésen nyolc gólt szerzett. 1978-ban már levezetésként a kanadai Toronto Metros-Croatia csapatában szerepelt, majd visszavonult az aktív labdarúgástól.

### A válogatottban
1967 és 1975 között tíz alkalommal szerepelt a spanyol válogatottban.

## Sikerei, díjai
Real Madrid
- Spanyol bajnokság
  - bajnok (6): 1966–67, 1967–68, 1968–69, 1971–72, 1974–75, 1975–76
- Spanyol kupa
  - győztes (3): 1970, 1974, 1975
- Bajnokcsapatok Európa-kupája (BEK)
  - győztes (1): 1965–66